# Lawrence Whitney
Lawrence Atwood Whitney, detto Larry (Millbury, 2 febbraio 1891 – Boston, 24 aprile 1941), è stato un pesista e discobolo statunitense.

## Palmarès
- Bronzo a Stoccolma 1912 nel getto del peso.